# Liria Bégéja
Liria Bégéja est une réalisatrice française née le 16 février 1955 à Paris

## Biographie
Son père est un réfugié politique albanais. Il fut un officier du Roi Zog Ier des Albanais.
Elle est assistante à la réalisation du film Toute une nuit (1982) de Chantal Akerman.
En 1987, elle adapte le roman Avril brisé de l'auteur albanais Ismaïl Kadaré. Avril brisé est nommé au César du meilleur premier film en 1988.
En 2001, elle réalise Change-moi ma vie autour d'un personnage transgenre, avec Fanny Ardant, Roschdy Zem et Sami Bouajila.
Selon BFMTV, elle fait partie des « réalisatrices méconnues » que la catégorie César du meilleur premier film permet d'exhumer.
En 2023, son film Loin des barbares est projeté à Tirana à l'occasion de la semaine culturelle française.

## Filmographie
- 1987 : Avril brisé
- 1991 : Rendez-vous à Tirana[5]
- 1994 : Loin des barbares
- 2001 : Change-moi ma vie
- 2004 : Sans toi

## Distinctions
- 13e cérémonie des César 1988 : nomination au César du meilleur premier film pour Avril brisé
- Arte Mare 2001 : Grand Prix pour Change-moi ma vie